# Ai Weiwei: Never Sorry
Ai Weiwei: Never Sorry es una película documental dirigida y escrita por Alyson Klayman sobre la vida del artista y activista chino Ai Weiwei.

## Sinopsis
Ai Weiwei es un artista chino reconocido internacionalmente por su reiterada oposición al régimen político neocomunista de la República Popular de China. Tras el terremoto de Sichuan de 2008, en el que cinco colegios quedan sepultados, Weiwei denuncia la mala calidad de las construcciones de las escuelas de la región y comienza así su carrera de activismo político. Después de pasar por la cárcel, sin ningún tipo de garantías procesales, denuncia las torturas sistemáticas en la red de prisiones.